# 齋藤鎮實
齋藤鎮實（?—1578年12月8日），日本戰國時代至安土桃山時代的武將。大友氏家臣。父親是齋藤長實。

## 生平
生年不詳。父親長實是豐後國戰國大名大友氏的重臣，擔任加判眾、弓術指南等（名字中的「長」字是從大友義長下賜的偏諱，所以被認為是從該代開始出仕）。天文19年（1550年），主君大友義鑑（義長的兒子）打算把嫡男義鎮（後來的大友宗麟）廢嫡，因為對此作出勸諫而被誅殺。以此為契機，義鎮派家臣發難（二階崩之變）。義鑑在這次事件中受傷並死去，義鎮成為大友氏當主。因為義鎮對死去的長實表示敬意，於是齋藤氏的所領得到保證，並被視為重臣後，受賜偏諱（「鎮」字）。此後，與戶次鑑連一同討伐二階崩之變背後的黑幕入田親誠。
作為勇將而為人所知，後來參與鎮壓菊池義武和高橋鑑種的謀反。元龜元年（1570年），參與今山之戰，在此戰中，兩次渡河並與龍造寺軍戰鬥，在負傷的情況下，立下戰功，受宗麟賜予2張感謝狀。永祿10年（1567年）7月，以大將身份率領筑後眾出戰筑紫惟門，雖然起初受到惟門、廣門父子的誘敵之計而敗退，不過在進攻十多日後終令惟門自殺，而廣門則送出人質請求降伏，得到鎮實的承諾。天正6年（1578年），在耳川之戰之際，大友軍前線總大將田原親賢未能統合大友軍，且決定與敵對的島津家議和，一方面主張積極進攻的田北鎮周與慎重派的角隈石宗對立，在田北獨斷強行渡過耳川進行攻勢時，鎮實與吉弘鎮信、佐伯惟教等將於是不得不為了援護田北軍而接連出陣渡河，雖然起初島津軍劣勢折損先鋒將領北鄉久盛等，但島津義弘、島津歲久等從河側面伏擊、島津家久從高城出擊進行夾擊之下，大友軍潰敗，鎮實等將戰死。

## 人物、逸話
- 主君宗麟在攻滅土持親成後，召集家老並下令討伐島津氏，不過真正目的是在日向國建立基督教王國，於是田北鎮周和角隈石宗提出反對，其他家老亦認為不應開戰，宗麟露出不滿的表情離開。在聽聞此事後，立即前往臼杵丹生島城（日语：丹生島城）謁見宗麟，並向宗麟表示「如果與島津戰鬥的時期變長、龍造寺隆信必定發難，而毛利輝元因為祖父（毛利元就）在筑前國的敗戰，會乘機為一雪前恥而挑戰。如此一來，我們大友會在三方被敵人圍著，如果變成這樣，（你）有什麼打算嗎」（島津と戦っている間に長引けば、龍造寺隆信は必ず蜂起し、毛利輝元は祖父が筑前で負けたことを晴らそうとこの隙を突いて戦いを挑んでくる。そうすれば我が大友は三方を敵に囲まれることになる。そうなればどうされるおつもりか）。因為吉岡宗歡、臼杵鑑速已經死去，而立花道雪又遠在筑前，於是幾乎沒有能直接向宗麟作出意見的人。而與宗麟年齡相近的鎮實則成為其他人的代表，不過這個意見亦被宗麟無視。

## 註解
1. ↑  依據『續群書類従卷第六百四十七 高橋記』高橋紹運之妻記載為「鎮實之妹」。
2. ↑  『下記寛政重修諸家譜』的記載雖為鎮實之女，但這是因鎮實之父長實死於二階崩之變後，繼任家主的鎮實將妹妹視為養女之故。

## 外部連結
- 武家家伝＿斎藤氏 （页面存档备份，存于）